# Chutes Victoria
Pour les articles homonymes, voir Victoria.
« Victoria Falls » redirige ici. Pour les autres significations, voir Victoria Falls (homonymie).
Les chutes Victoria (connues localement sous le nom de Mosi-Oa-Tunya qui signifie « le tonnerre de fumée ») sont des chutes d'eau situées sur le fleuve Zambèze, qui constitue à cet endroit la frontière entre la Zambie, à proximité de la ville de Livingstone, et le Zimbabwe. Le fleuve se jette dans la cataracte sur environ 1 700 mètres de largeur et d'une hauteur qui peut atteindre un maximum de 108 mètres. Elles donnent un spectacle remarquable par leur disposition particulière : elles se jettent dans une longue faille du plateau, pour s'échapper par un étroit canyon. Elles ne peuvent ainsi être vues de face qu'à une distance d'une centaine de mètres seulement.
En prenant en compte leur largeur, leur hauteur et leur débit, elles font partie des cataractes les plus importantes du monde avec les chutes du Niagara et de celles d'Iguazú.

## Découverte

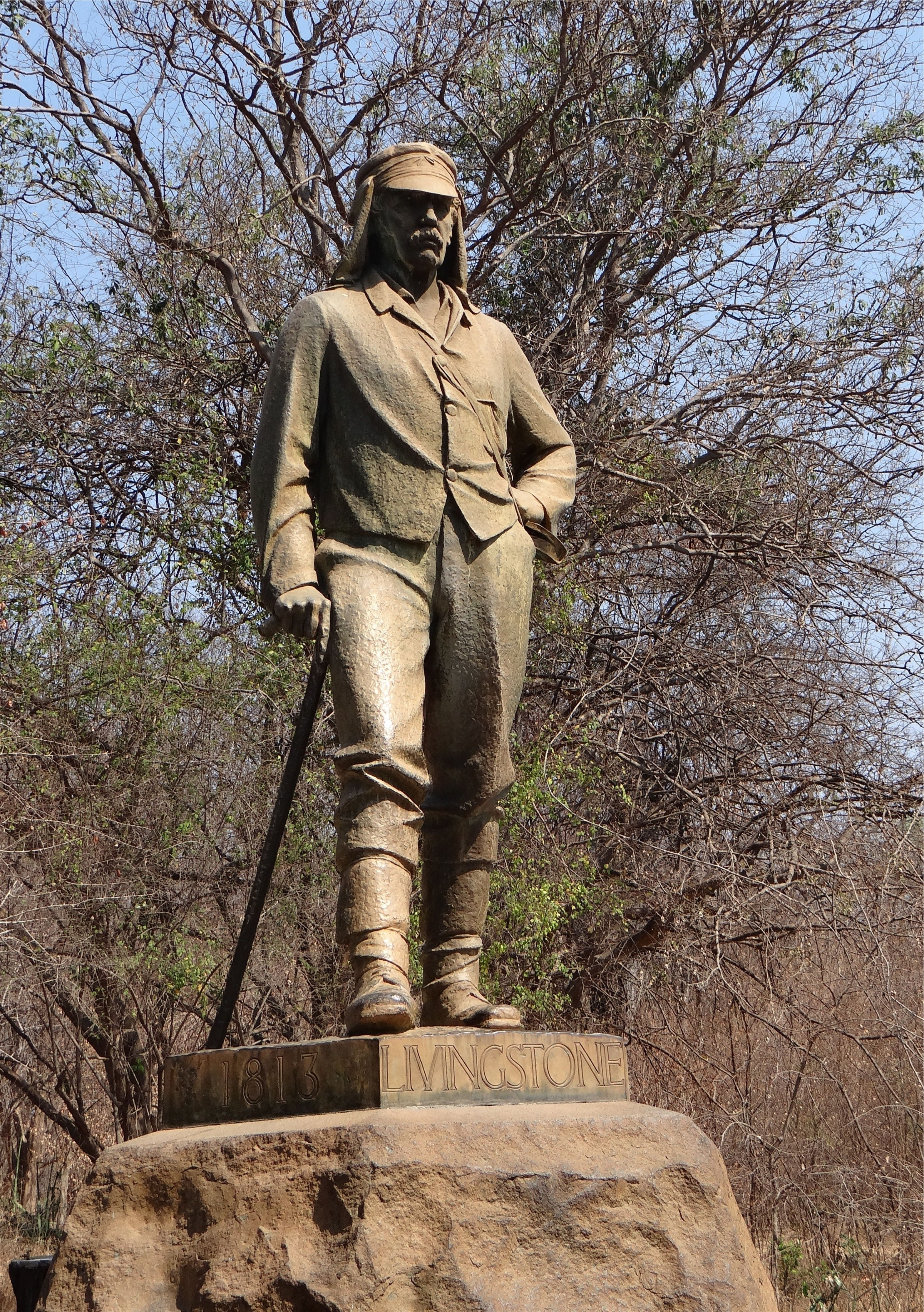
Statue de David Livingstone à Victoria Falls.

Bien qu'elles fussent connues des populations locales sous le nom de Mosi-oa-Tunya, la « fumée qui gronde », David Livingstone, l'explorateur écossais qui fut le premier Européen à observer les chutes en 1855, les renomma en l'honneur de la reine Victoria du Royaume-Uni.  La ville zambienne voisine porte le nom de l'explorateur, tandis que sa statue se trouve côté zimbabwéen, à proximité des Chutes du Diable et de la ville de Victoria Falls.

## Aire protégée
Les chutes font partie de deux parcs nationaux, le Mosi-oa-Tunya National Park en Zambie et le Parc national des chutes Victoria au Zimbabwe, et sont aujourd'hui l'une des principales destinations touristiques en Afrique australe.
Les chutes Victoria sont inscrites au patrimoine mondial de l'UNESCO.

## Formation géologique
La partie amont du fleuve Zambèze coulait à l'origine au sud de l'actuel Botswana pour rejoindre le fleuve Limpopo,. Un soulèvement général des terres entre le Zimbabwe et le désert du Kalahari, il y a environ deux millions d'années, a bloqué cet écoulement, provoquant la création d'un grand lac paléolithique connu comme le lac Makgadikgadi entre le Kalahari et le plateau basaltique Batoka où se trouvent le Zimbabwe et la Zambie. Le lac était à l'origine endoréique et n'avait pas d'exutoire. À la suite de conditions climatiques plus humides il y a environ vingt mille ans, le fleuve s'est finalement remis à couler vers l'est à travers le plateau basaltique, creusant ainsi les gorges de Batoka,,.

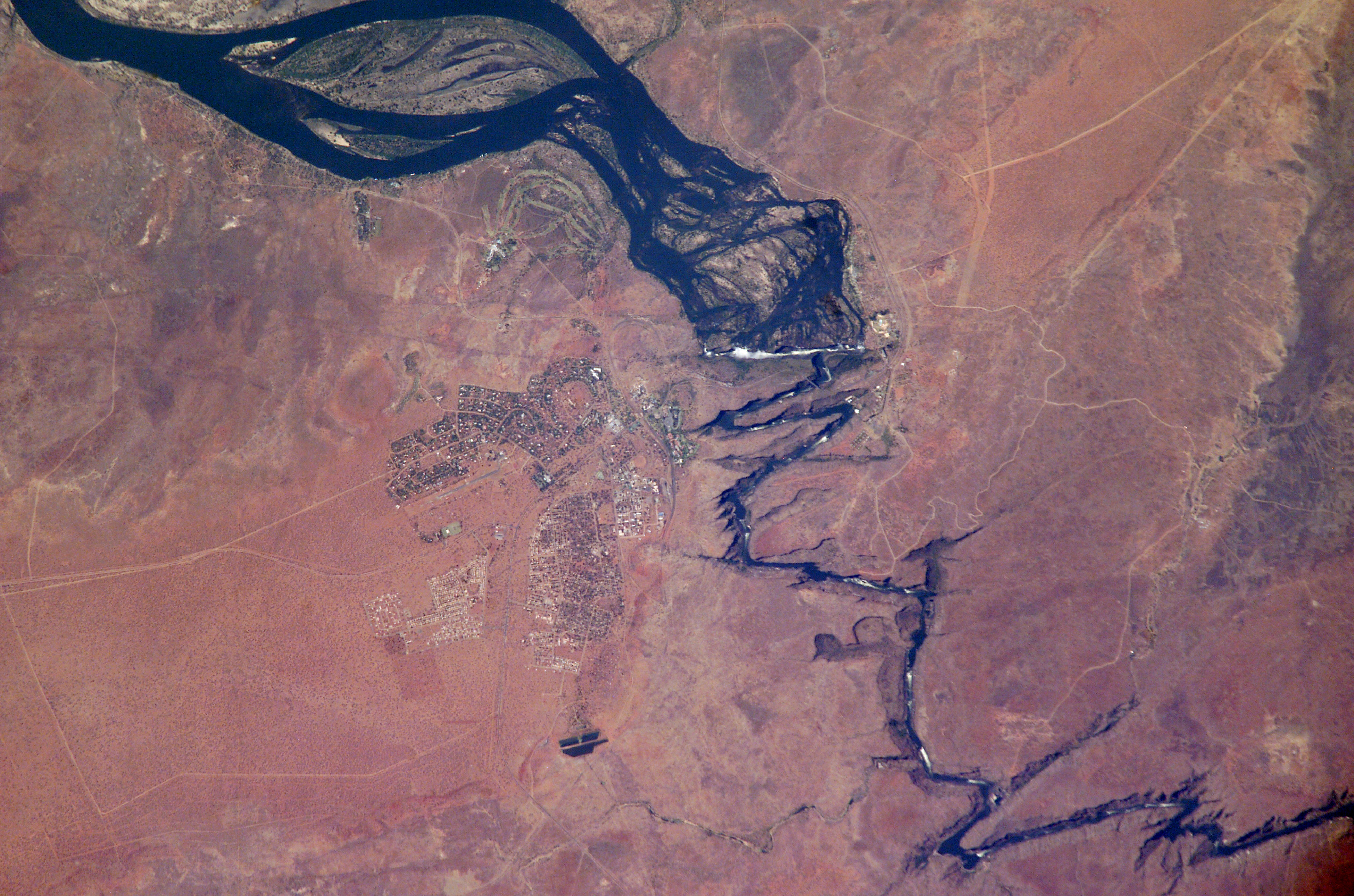
Vue aérienne des différentes failles qui forment les gorges de Batoka dans lesquelles s'écoule le Zambèze.

Ces gorges mettent en évidence l'histoire géologique récente des chutes Victoria avec les six failles et les huit anciens emplacements des chutes. Ces failles se sont formées lors du refroidissement de la lave qui a formé le plateau basaltique il y a 150 millions d'années. Lorsque le lit du fleuve s'est déplacé vers le plateau, il a d'abord charrié l'ensemble des sédiments qui s'y étaient déposés puis l'eau s'est infiltrée dans les failles. Le basalte étant une roche très dure, elle ne s'érode pas grain par grain mais plutôt bloc par bloc, le long des fissures existantes. C'est la raison pour laquelle l'ensemble des gorges, à commencer par le rebord des chutes, est constitué d'angles saillants et pas polis par l'eau comme on peut le voir dans des roches moins dures.
Les failles principales sont plus ou moins parallèles et globalement orientées est-ouest. Le fleuve arrive perpendiculairement à cette succession de failles, l'eau tombant dans la première faille située au nord formant ainsi les chutes Victoria. Le plateau étant relativement plat et la cassure nette, l'eau s'écoule sur toute la largeur. En réalité, la partie ouest des chutes est légèrement plus basse que la partie est, ce qui explique pourquoi l'eau ne coule pas sur la partie orientale quand le niveau d'eau est bas.

Les failles principales sont reliées par des fissures nord-sud pour former un long canyon de 80 km dans lesquelles s'écoule le cours d'eau,. La première d'entre elles, reliant la première et la seconde faille, est appelée la marmite bouillonnante. La deuxième faille est enjambée par le pont des chutes Victoria long de 198 m et s'élevant à 128 m au-dessus des eaux. C'est l'un des quatre ponts franchissant le fleuve. C'est un lieu fameux pour la pratique du bungi, le « saut à l'élastique », où l'on peut effectuer un saut de 111 mètres de haut. Le rafting est pratiqué dans les gorges en contrebas.

La probable amorce de la prochaine faille à gauche de l'arc en ciel.

Avant l'ouverture de l'actuelle première faille, les chutes coulaient dans les failles précédentes, on peut en voir des traces sur certaines d'entre elles. La prochaine faille majeure est probablement en train de s'ouvrir en diagonale depuis les chutes du Diable en direction de Cataract Island. C'est un processus très lent, très difficilement détectable d'une année à l'autre. On estime qu'il faudra 10 000 ans pour qu'elle s'ouvre sur toute la largeur.

## Détails
De nombreux îlots au sommet des chutes divisent le flot en une série de chutes distinctes. 
En partant du côté du Zimbabwe, les chutes sont les suivantes : 
- Devil's Falls, les « chutes du Diable », les moins hautes (de l'ordre de 80 mètres), assez étroites, mais très violentes ;
- Main Falls, les « chutes principales », sont séparées des Devil's Falls par Cataract Island. Elles sont un peu plus hautes et beaucoup plus larges que Devil's Falls, et sont interrompues par l'île Livingstone, longue et assez élevée ;
- Horse Shoe Falls, les « chutes du Fer à cheval », et Rainbow Falls (les « chutes de l'Arc-en-ciel », la plus haute) se suivent pour former un ensemble de chutes encore plus long que Main Falls ;
- Armchair Falls, les « chutes du Fauteuil », forment la chute suivante ; on ne l'aperçoit distinctement que de la rive zambienne ;
- Eastern Cataract enfin, la « cataracte de l'Est » est celle qui borde la rive zambienne.

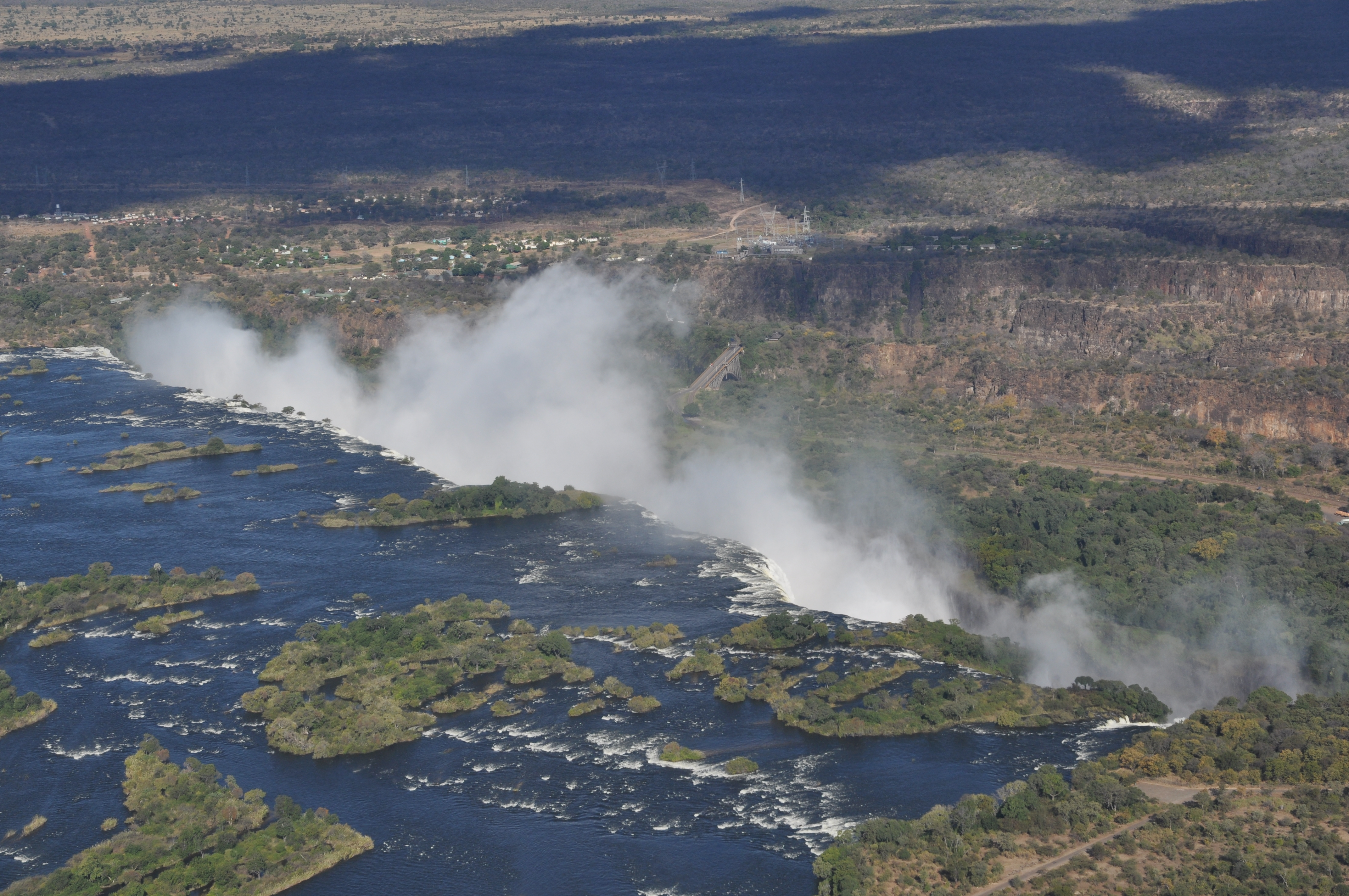
Vue générale des 1.7 km des chutes Victoria, permettant de voir l'ensemble des chutes et des îles. Le Zimbabwe est à droite, et la Zambie à gauche. On distingue en arrière-plan le pont reliant les deux pays.

Le nuage d'eau pulvérisée produit par les chutes peut s'élever à quatre cents mètres de haut, et parfois plus (le débit variant énormément selon la saison, voire l'année), pour être visible jusqu'à une distance de l'ordre de quarante kilomètres. Ce nuage d'eau est à l'origine d'une petite zone de forêt tropicale humide presque continuellement arrosée par la pluie de ce nuage.
Il est possible de visiter les chutes tant du côté zambien que zimbabwéen, ce dernier étant le point de vue le plus privilégié.
Le Zimbabwe et la Zambie prévoient l'implantation de la centrale hydroélectrique de Batoka Gorge (en) près des chutes Victoria.

## Débit
Le débit du fleuve Zambèze et donc la quantité d'eau traversant les chutes varie considérablement au fil des saisons. Le débit maximum est atteint en avril ou mai et varie en fonction des années entre 1 000 m3 par seconde et un peu plus de 6 000 m3 par seconde (en 1978). Le débit minimum est quant à lui atteint en octobre ou novembre et représente entre 100 m3 par seconde et 300 m3 par seconde en fonction des années. Le débit varie ainsi au cours de l'année d'un facteur entre 10 et 20.

En raison de la distance que parcourt l'eau avant d'arriver aux chutes Victoria, le débit maximal est atteint en début de saison sèche, le débit minimal étant lui atteint en début de saison des pluies. Pendant les périodes de faible débit, les chutes ne coulent que sur leur partie ouest (côté Zimbabwe) et peuvent même être occasionnellement réduites à quelques cascades, le grondement et le brouillard pouvant alors disparaître.

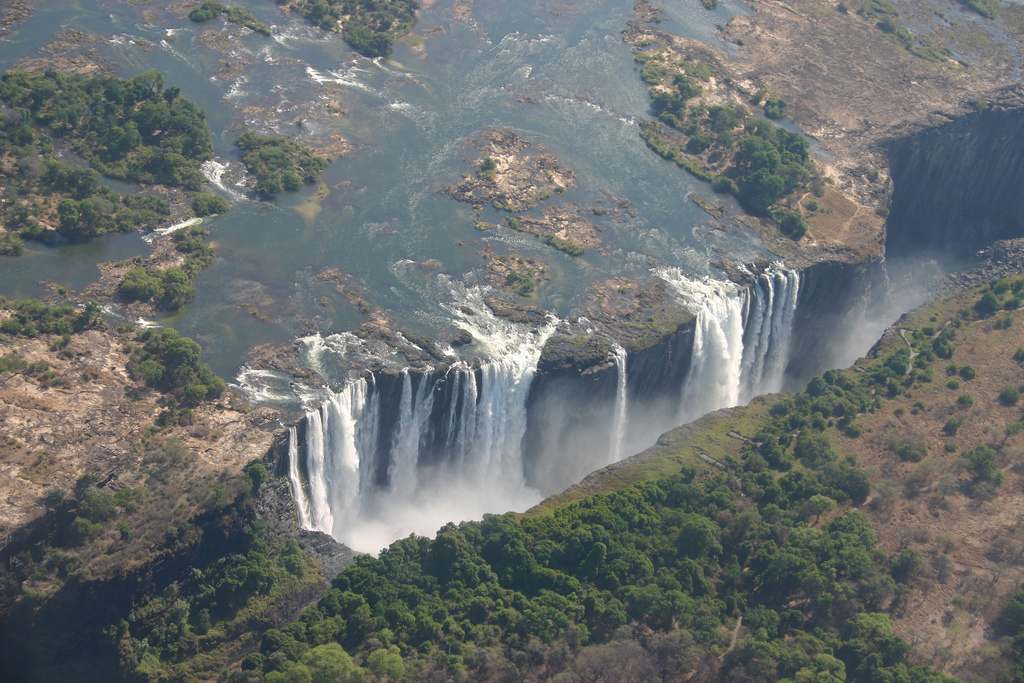
Quand le débit du fleuve est faible, les chutes ne coulent que sur leur partie ouest, côté Zimbabwe, la partie est côté Zambie étant asséchée
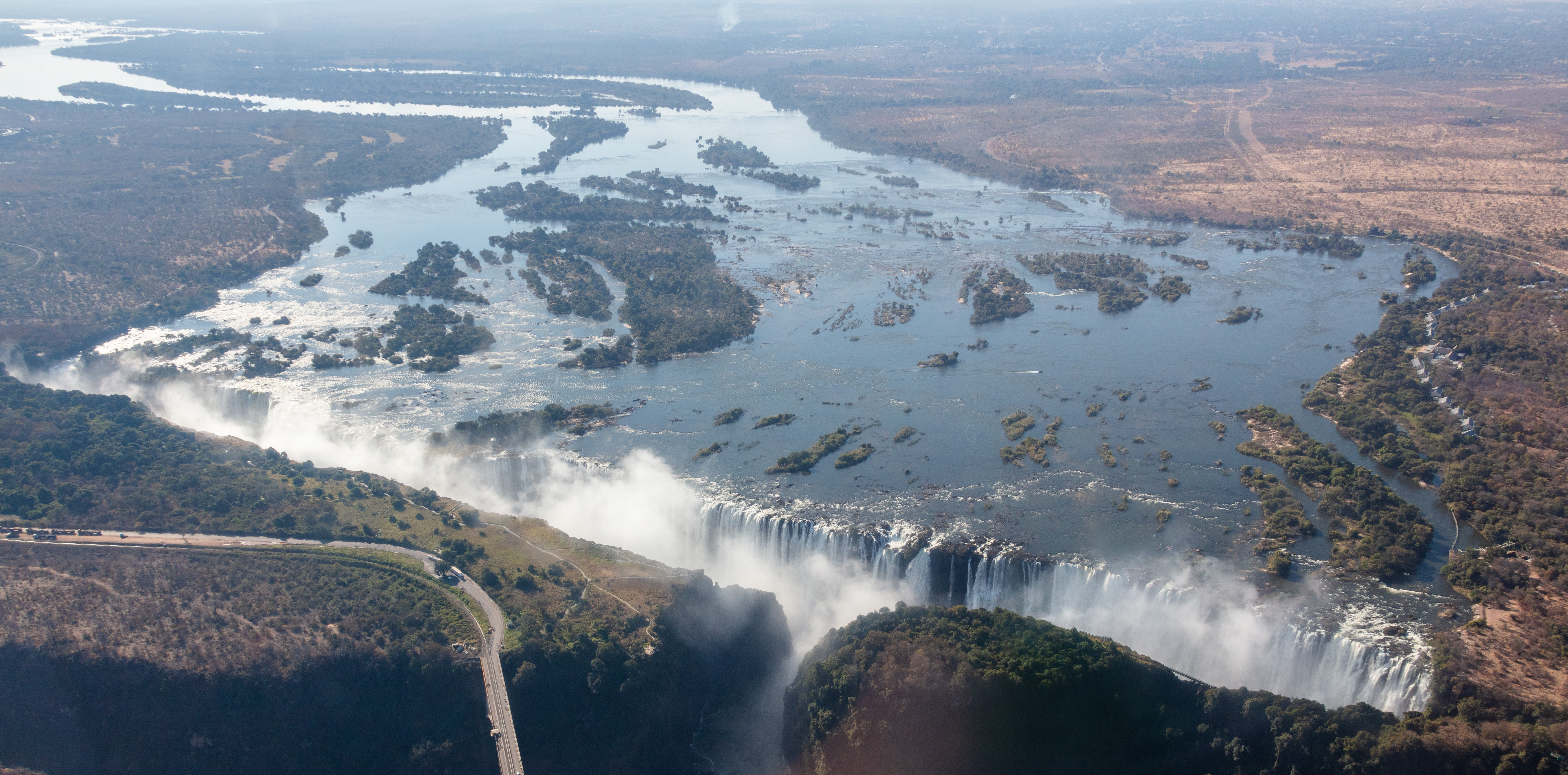
Quand le débit du fleuve est important, les chutes coulent sur toute leur largeur

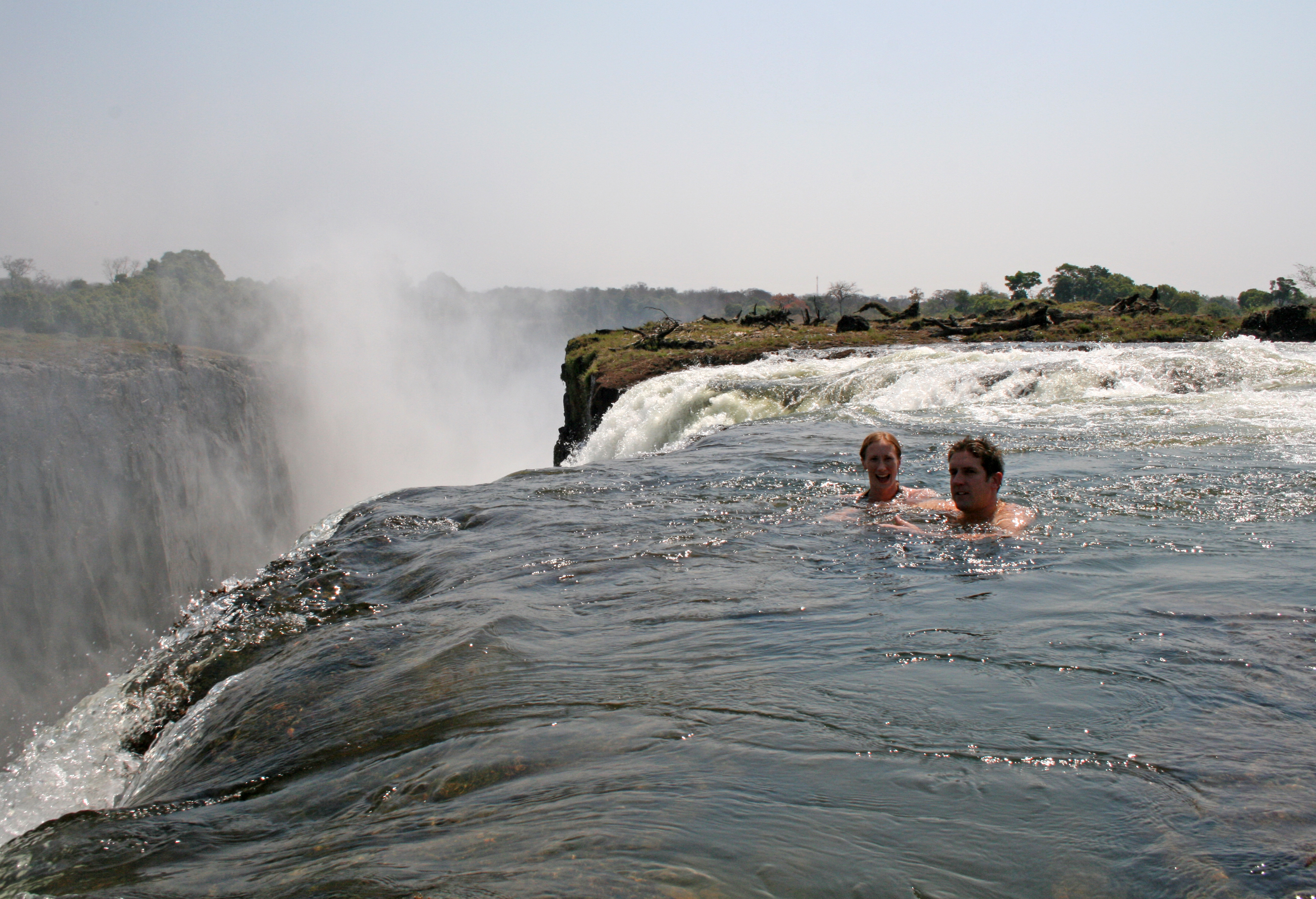
Baignade dans la piscine du diable

Jusqu'en décembre, janvier, tant que le débit de l'eau le permet, il est possible de se baigner jusqu'à l'extrême limite du bord de la faille, dans un petit bassin naturel protégé, appelé Devil's Pool, la piscine du diable. Ce bassin est accessible depuis l'île Livingstone.

## Galerie

Vues du ciel
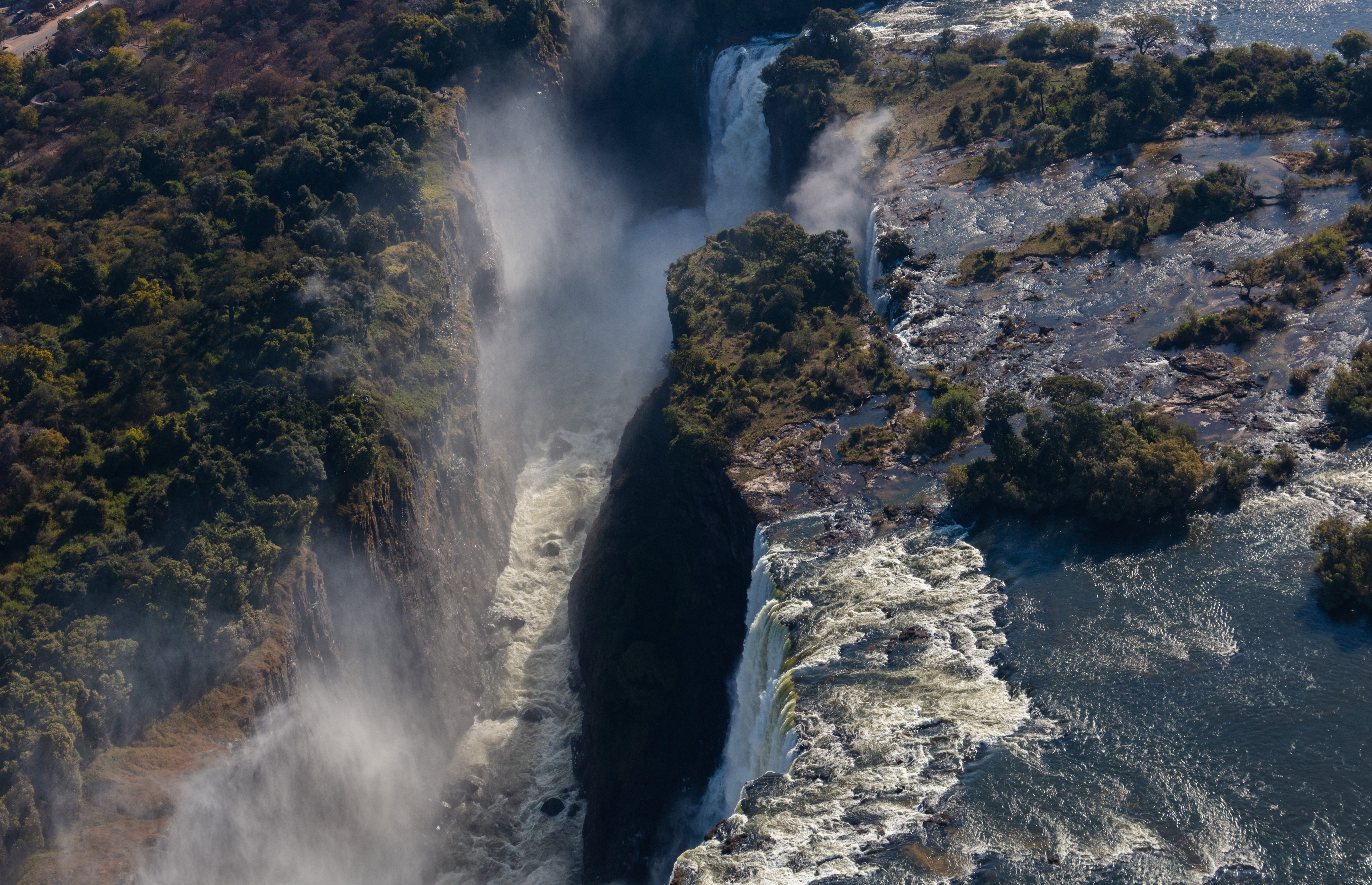
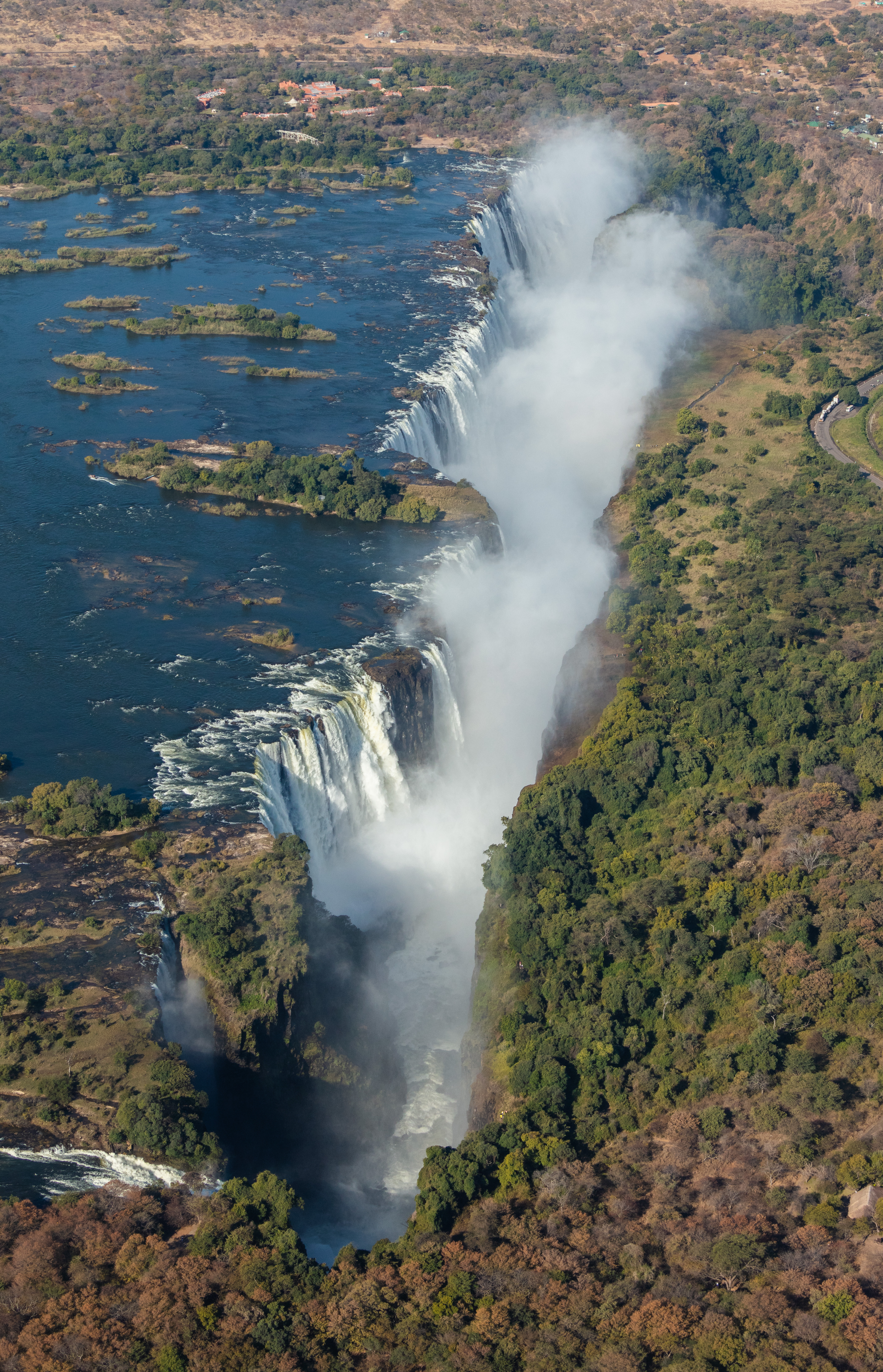
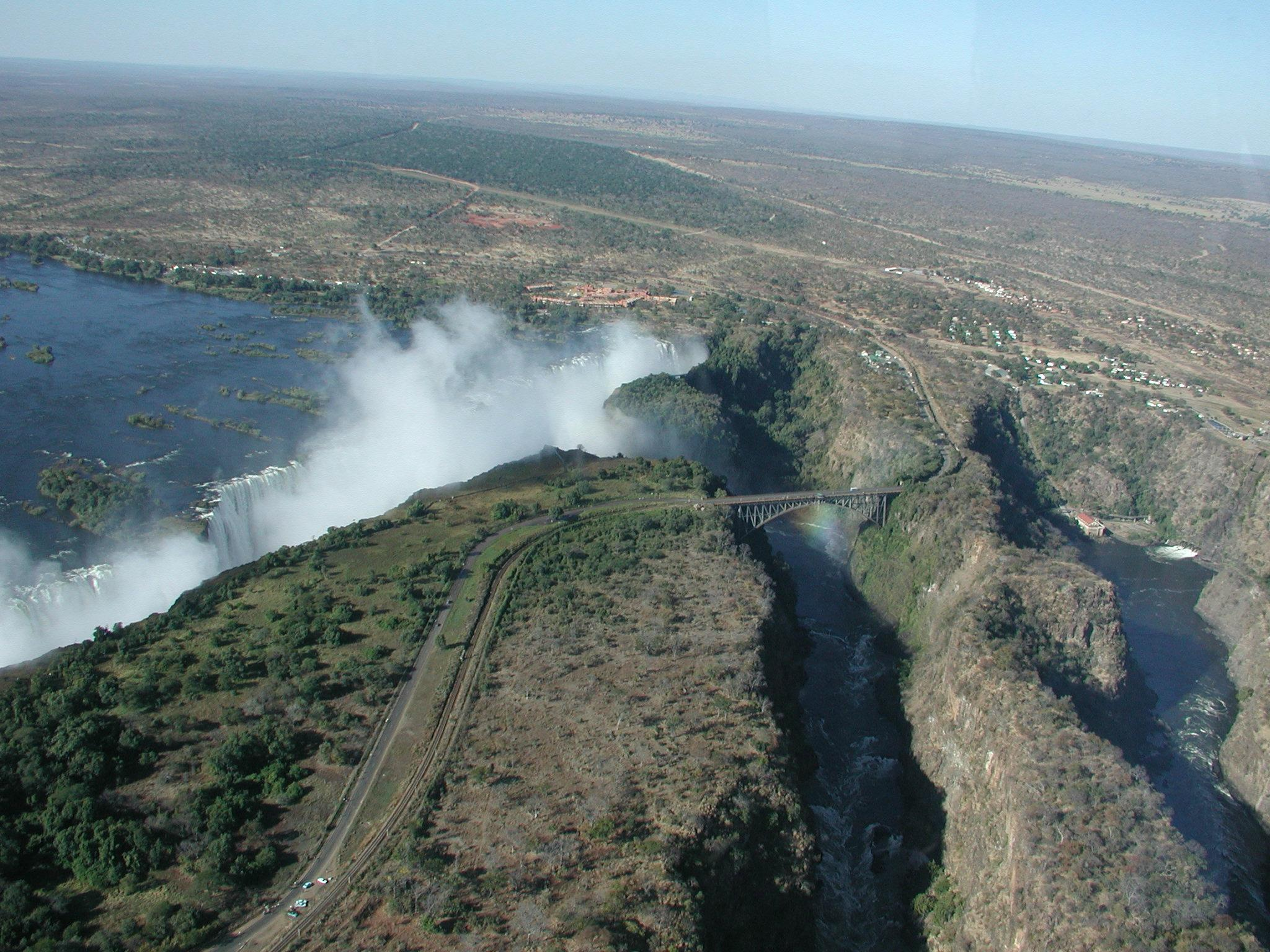
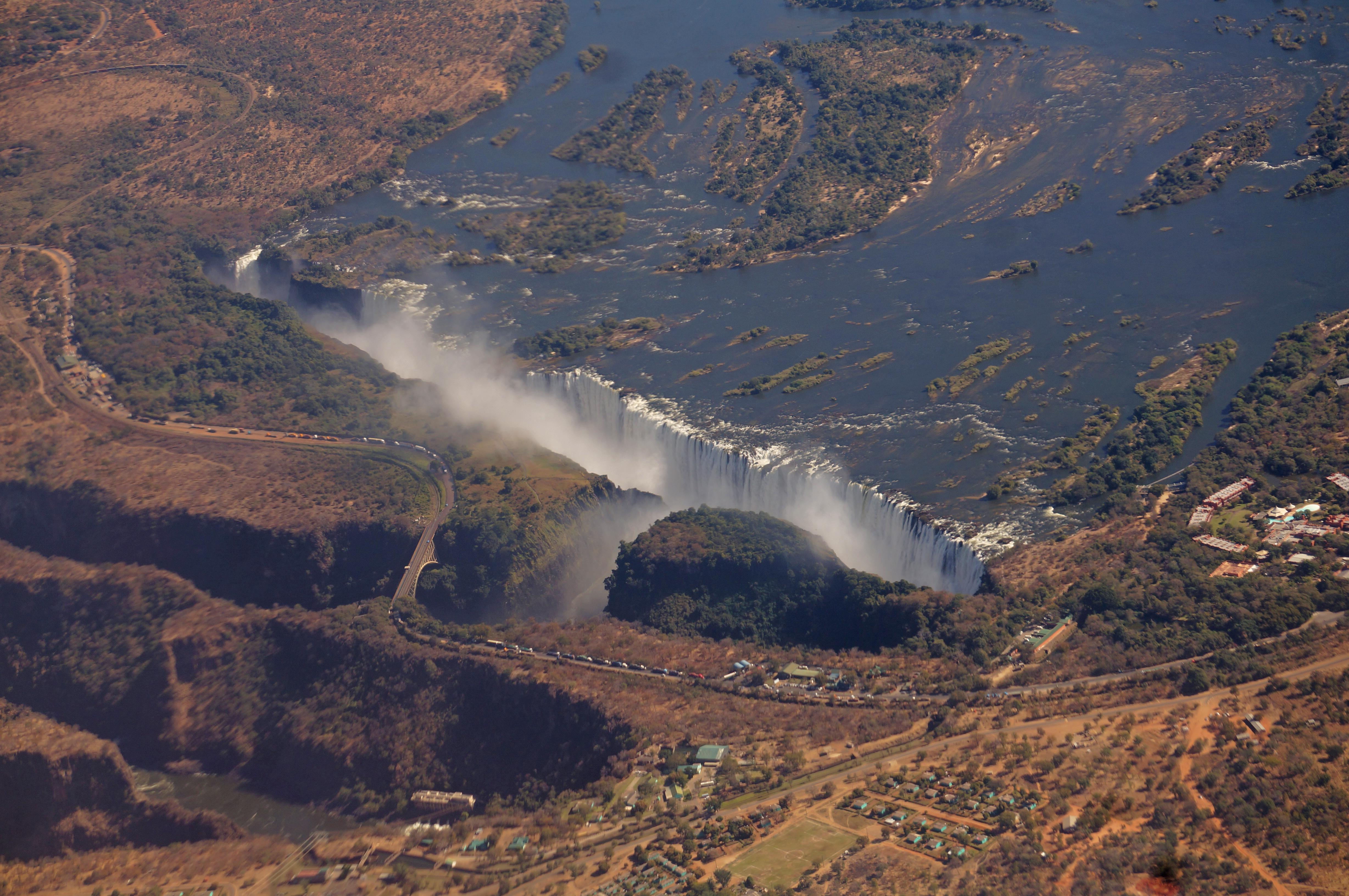

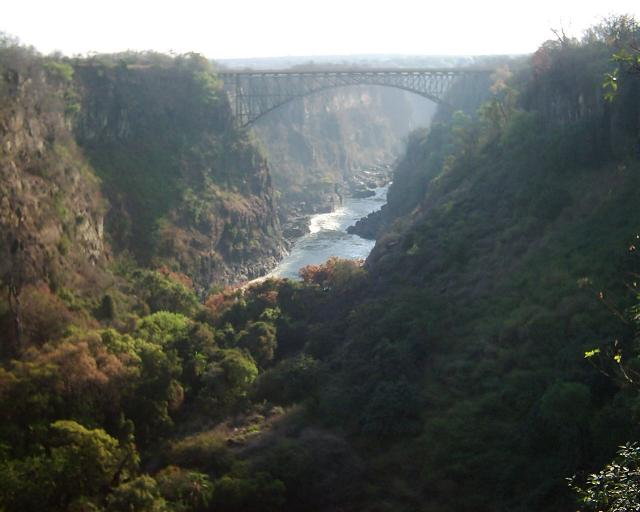
Le pont sur le Zambèze
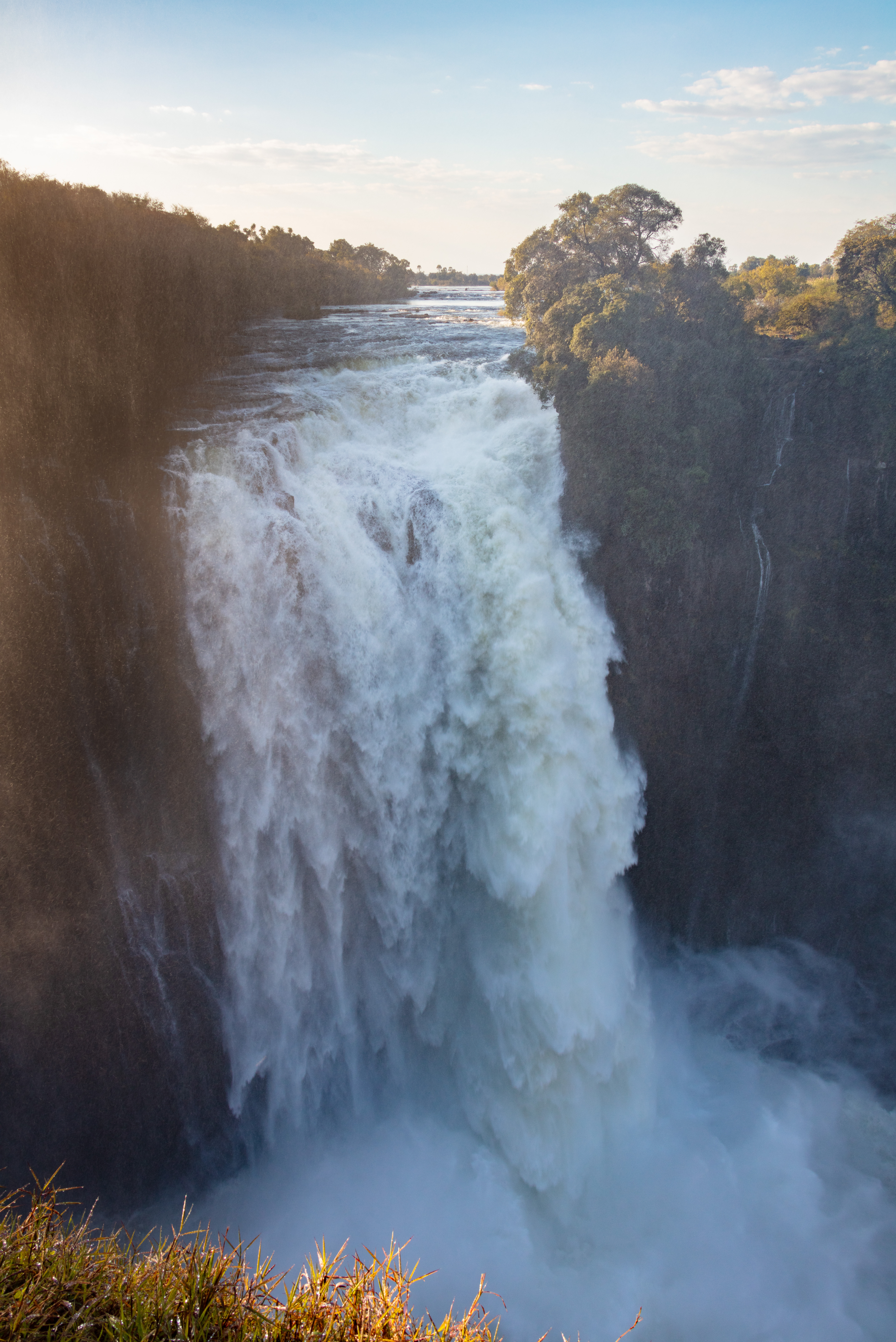
Devil Chute
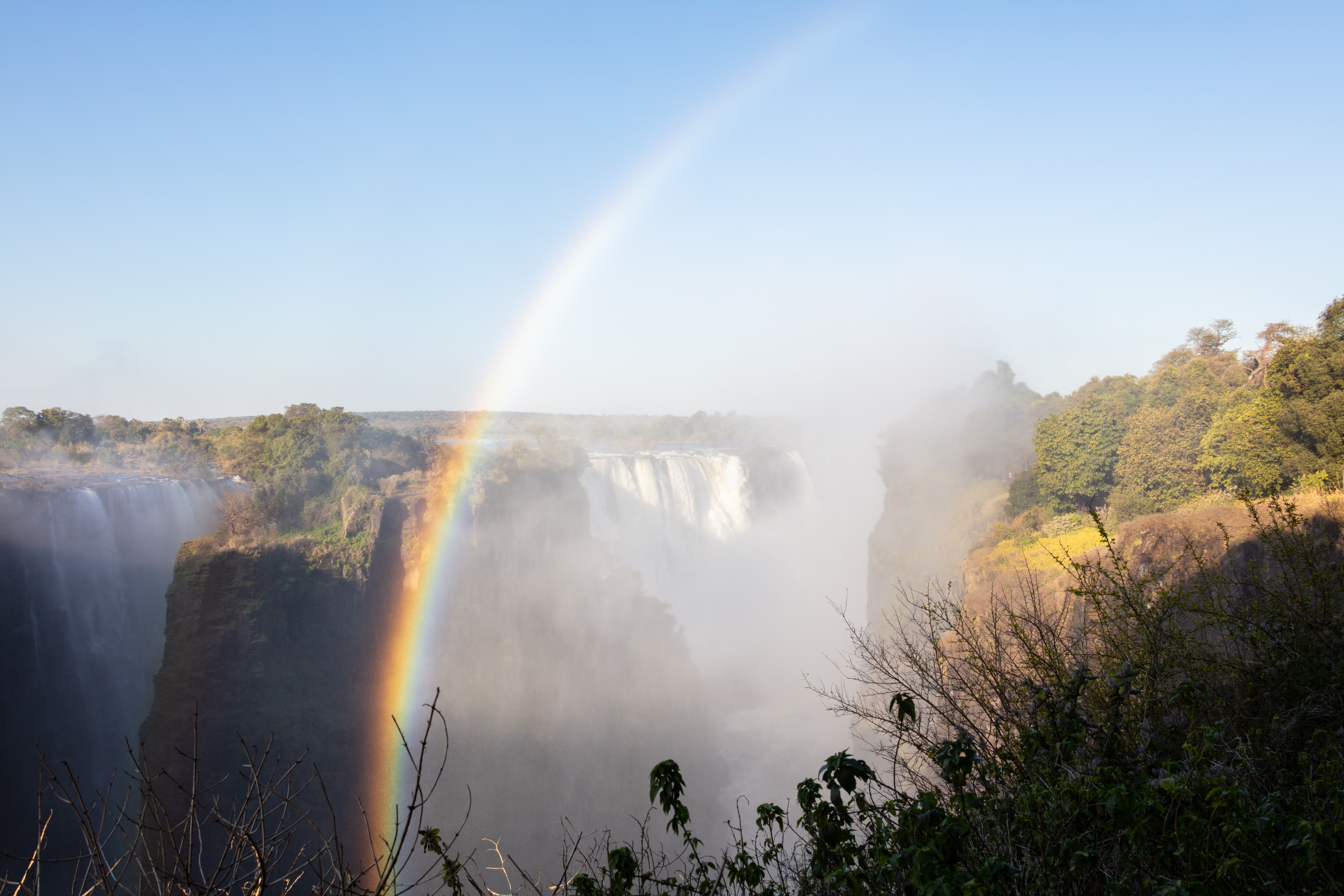
Avec arc-en-ciel
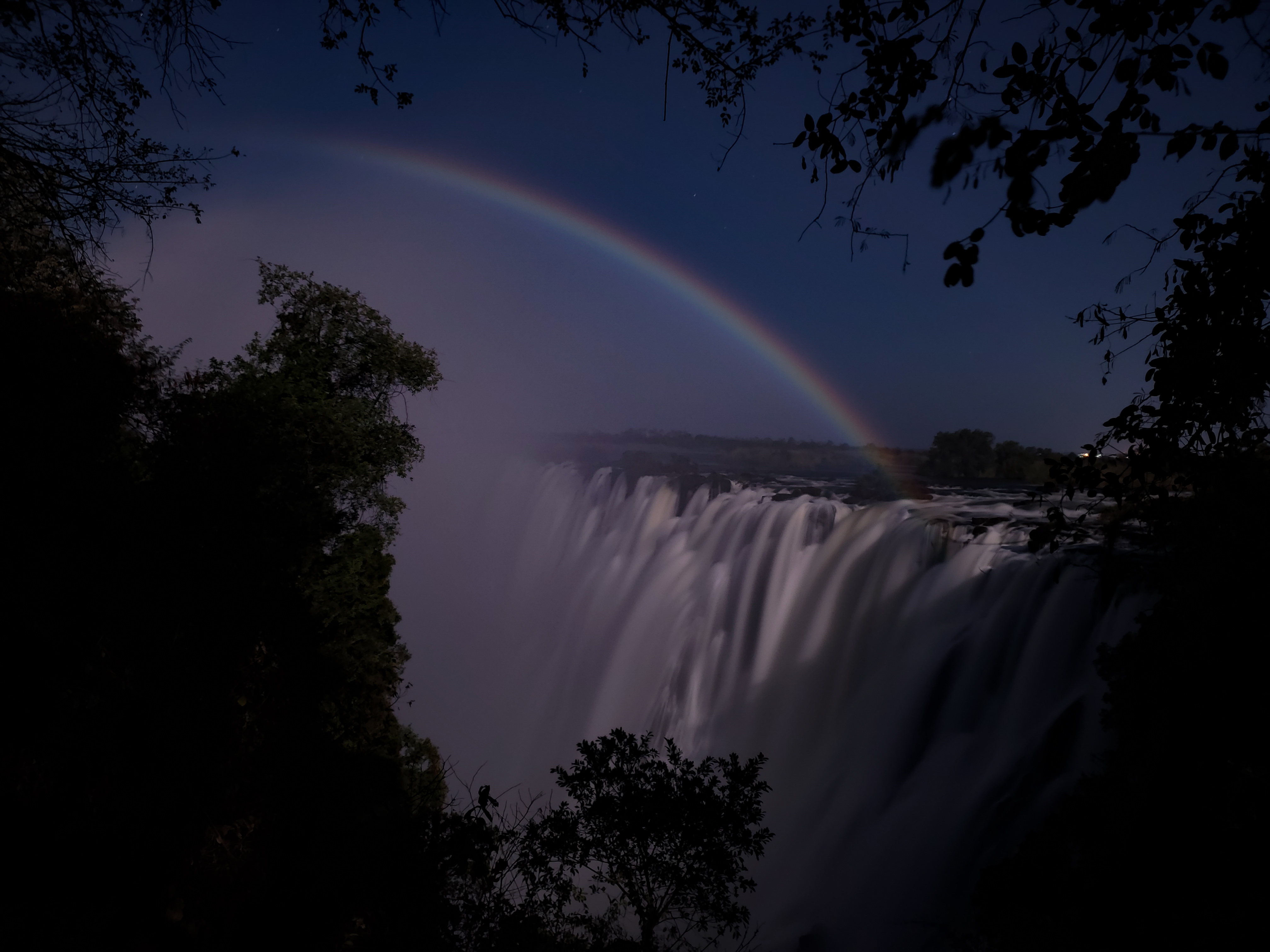
Un arc-en-ciel lunaire sur les chutes Victoria. Juin 2022.

Vue panoramique des chutes Victoria (juillet 2018).

Vue panoramique des chutes Victoria avec arc-en-ciel (juillet 2018).

## Dans la fiction
- Le roman Compte à rebours en Rhodésie (43e roman de la série SAS de Gérard de Villiers) évoque un assassinat commis aux chutes Victoria et une tentative d'assassinat du héros Malko Linge.
- Dans le film Itinéraire d'un enfant gâté de Claude Lelouch, une partie de l'intrigue se déroule aux chutes Victoria, et l'entreprise de Sam Lion ainsi que sa fille sont nommées Victoria en l'honneur des chutes.